# Tom Tyler
Pour les articles homonymes, voir Tyler.

Tom Tyler est un acteur américain né à Port Henry (État de New York) le 9 août 1903 et mort à Hamtramck (Michigan) le 3 mai 1954.

## Filmographie partielle

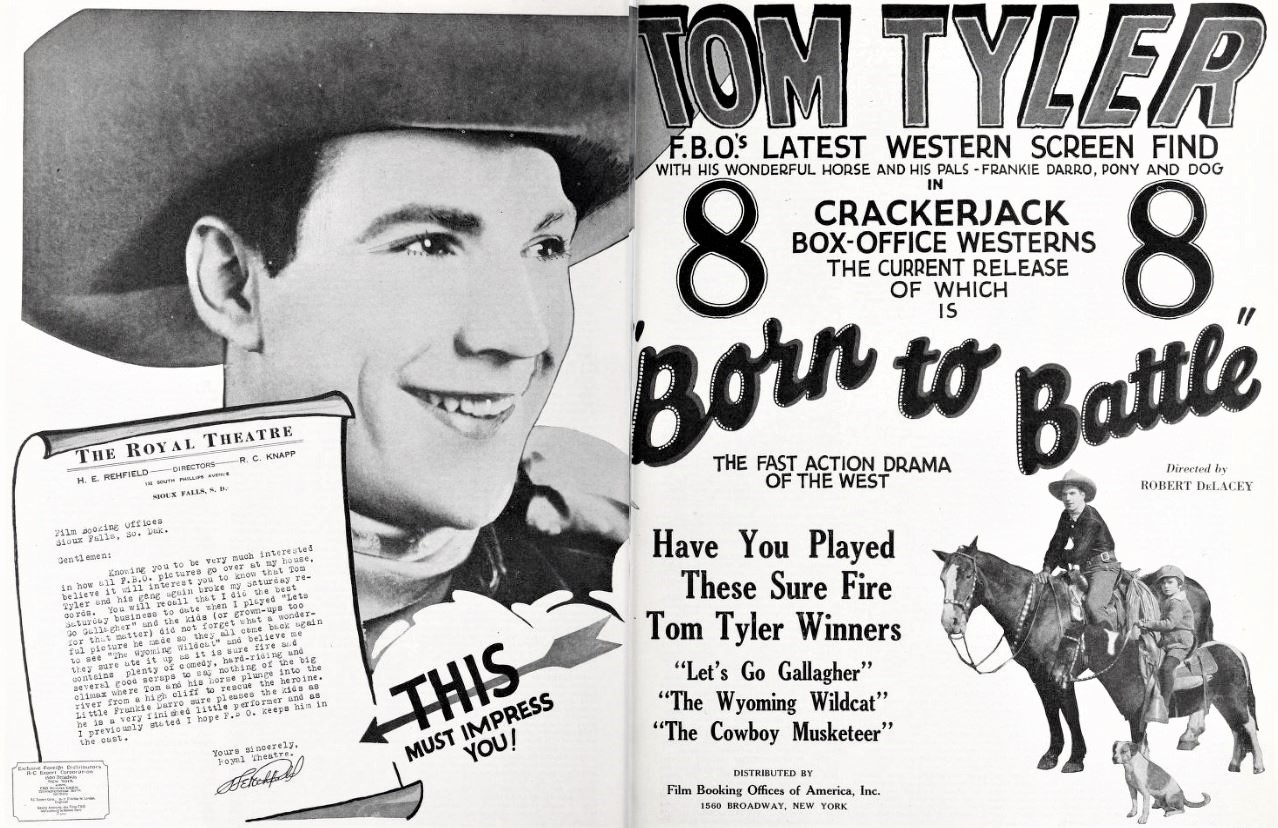
Tom Tyler à l'affiche de Born to Battle (1926).

- 1925 : Ben-Hur (Ben-Hur: A Tale of the Christ) de Fred Niblo
- 1925 : The Only Thing de Jack Conway (non crédité)
- 1926 : Born to Battle de Robert De Lacey (en)
- 1930 : The Phantom of the West de D. Ross Lederman
- 1931 : La Diligence infernale (Galloping Thru) de  Lloyd Nosler
- 1931 : Partners of the Trail de Wallace Fox
- 1931 : Battling with Buffalo Bill de Ray Taylor
- 1933 : War on the range (en) de Burton L. King
- 1935 : Born to Battle de Harry S. Webb
- 1939 : La Chevauchée fantastique de John Ford
- 1940 : Le Cavalier du désert (The Westerner) de William Wyler
- 1940 : L'Étrange Aventure (Brother Orchid) de Lloyd Bacon
- 1940 : La Main de la momie (The Mummy's Hand) de Christy Cabanne
- 1941 : Le Capitaine Marvel (Adventures of Captain Marvel) de  John English et William Witney
- 1942 : La Vallée du soleil (Valley of the Sun) de George Marshall
- 1943 : The Phantom de B. Reeves Eason
- 1945 : San Antonio de  David Butler , Robert Florey et Raoul Walsh
- 1946 : La Ville des sans-loi (Badman's Territory) de Tim Whelan
- 1947 : Wyoming Kid de Raoul Walsh
- 1948 : Ciel rouge de Robert Wise
- 1949 : La Charge héroïque de John Ford
- 1949 : J'ai tué Jesse James (I Shot Jesse James) de Samuel Fuller
- 1951 : Plus fort que la loi (Best of the Badmen) de William D. Russell
- 1952 : Femmes hors-la-loi (Outlaw women) de Sam Newfield